# Mallomys istapantap
Mallomys istapantap är en däggdjursart som beskrevs av Flannery, Aplin, Groves och Adams 1989. Mallomys istapantap ingår i släktet Mallomys och familjen råttdjur. Inga underarter finns listade i Catalogue of Life.
Artepitetet i det vetenskapliga namnet kommer från ett pidginspråk som brukas i Melanesien. Det betyder "han stannar på toppen" och syftar på utbredningen i bergstrakter.

## Utseende
Arten är med en kroppslängd (huvud och bål) av 400 till 430 mm, en svanslängd av 280 till 365 mm och en genomsnittlig vikt av 1,9 kg en stor gnagare. Bakfötterna är 63 till 80 mm långa och öronen är cirka 30 mm stora. Den långa och delvis ulliga pälsen på ovansidan bildas av hår med bruna, gråa, svarta och vita avsnitt vad som ger ett brunt till gråsvart utseende. Undersidan är täckt av vit päls och fötterna är mörka. Huvudet kännetecknas av avrundade ljusa öron och av långa morrhår. Vid svansen är en fjärdedel till hälften nära bålen mörk och spetsen vit. Honor har två spenar på bröstet och fyra vid ljumsken. I motsats till Mallomys gunung har framtänderna oftast en orange färg.

## Utbredning och ekologi
Denna gnagare förekommer i bergstrakter på Nya Guinea. Den vistas i regioner som ligger 2450 till 3850 meter över havet. Habitatet utgörs av bergsskogar och av andra alpina områden med gräs och örter. Individerna gräver underjordiska bon. En upphittad hona var dräktig med en unge. Födan utgörs antagligen av gräs och ormbunkar.

## Hot
Mallomys istapantap jagas för köttets skull och några exemplar dödas av fri gående hundar. En stor del av utbredningsområdet besöks sällan av människor. IUCN kategoriserar arten globalt som livskraftig.